# Constantin Gh. Popescu
Constantin Gh. Popescu (n. 8 septembrie 1893, Cornești, plasa Bilciurești, județul Dâmbovița - d. ?), general, șef al Statului Major General, deputat de Argeș a fost un politician și general român.
Între 1936 - 1940, a fost redactor al revistei literare, social-culturale „Afirmarea”, ce apărea la Satu Mare.
- 20 decembrie 1943 – 6 ianuarie 1944 - Colonel Constantin Popescu a fost comandantul Diviziei de Gardă.
- 30 ianuarie 1948 - 18 martie 1950 General-Colonel Constantin Gh. Popescu a fost Șeful Marelui Stat Major al armatei.

## Decorații
- Ordinul „Steaua României” în gradul de ofițer (8 iunie 1940)[2]
- Ordinul „Coroana României” cu spade în gradul de Comandor cu panglică de „Virtute Militară” (27 mai 1942)[3]
- „Frunza de Stejar”, la panglica de „Virtute Militară” a Ordinului „Coroana României” cu spade în gradul de Comandor (12 mai 1945)[4]
- Ordinul „23 August” clasa a III-a (12 august 1959) „pentru contribuția activă la întărirea regimului democrat-popular”[5]
- Ordinul 23 August clasa a II-a (10 august 1964) „pentru merite deosebite în opera de construire a socialismului, cu prilejul celei de a XX-a aniversări a eliberării patriei”[6]